# Agostino Pennisi di Floristella

Acireale: scorcio del palazzo Floristella, e sullo sfondo il campanile della Cattedrale (1909)

Agostino Pennisi di Floristella (Acireale, 17 luglio 1832 – Acireale, 14 agosto 1885) è stato un imprenditore e numismatico italiano.

## Biografia
Fu un patrizio di Acireale appartenente alla famiglia Pennisi, baroni di Floristella, proprietari di latifondi in Sicilia e di un'importante miniera di zolfo all'interno del feudo di Floristella, nei pressi di Valguarnera Caropepe, dove oggi è stato istituito l'omonimo parco minerario ed ancora si trova il palazzo baronale dei Floristella. 
Nella seconda metà del XIX secolo realizzò lo stabilimento dei bagni termali con annesso giardino, aperto nel 1873, e il vicino Grand Hotel des Bains, albergo in cui soggiornarono tra gli altri il Re d'Italia Umberto I di Savoia e la regina Margherita accompagnati dal presidente del Consiglio dei ministri Benedetto Cairoli (17 gennaio 1881), Richard Wagner con la famiglia (20 marzo-10 aprile 1882), Menotti Garibaldi (1873), Federico II, granduca ereditario di Baden, Ruggero Bonghi ed Ernest Renan (1875).
A lui si deve la fabbricazione del palazzo Pennisi di Floristella, in Piazza Lionardo Vigo, ad Acireale, la cui facciata è dell'architetto Mariano Falcini e del Castello Scammacca situato vicino alla vecchia Stazione di Acireale, con stilemi neogotici di cui è autore l’architetto Giuseppe Patricolo, palermitano.
Ereditò una vasta collezione di monete greco-sicule e romane che ampliò, seguito dal figlio Salvatore Pennisi Alessi, e che oggi costituisce il Monetario Floristella, formato da migliaia di pezzi rari ed alcuni unici. Parte della collezione è conservata presso il Museo archeologico regionale di Siracusa, mentre altri pezzi sono ancora conservati presso la famiglia oppure sono in circolazione nel mercato collezionistico.
In ossequio al non expedit, rifiutò la nomina a Senatore del Regno d'Italia.
Dal 1894 è dedicata al barone Agostino Pennisi la Società di Mutuo Soccorso di Acireale. A lui è intitolata anche la piazza della vecchia stazione ferroviaria di Acireale dove prospetta l'ex Hotel des Bains.